# Comesperma integerrimum
Comesperma integerrimum är en jungfrulinsväxtart som beskrevs av Stephan Ladislaus Endlicher. Comesperma integerrimum ingår i släktet Comesperma och familjen jungfrulinsväxter. Inga underarter finns listade i Catalogue of Life.